# Octave Callandreau
Jean Pierre Octave Callandreau, född 18 september 1852 och död 13 februari 1904, var en fransk astronom.
Callandreau var professor i astronomi i Paris. Callandreau har utfört arbeten inom den celesta mekaniken, särskilt om himlakropparnas jämviktsfigur och om Jupiters inverkan på kometernas banor.